# Jayne Mansfield
Jayne Mansfield  (n. 19 aprilie 1933 – d. 29 iunie 1967) a fost o actriță americancă, care a lucrat atât pe Broadway, cât și la Hollywood. Una dintre cele mai cunoscute sex simboluri blonde ale anilor 1950 , Mansfield a jucat în mai multe filme populare la Hollywood, care au subliniat părul ei blond platinat, silueta sa tip clepsidră și costumele cu decolteu generos.
În timp ce cariera cinematografică a lui Mansfield a fost de scurtă durată, artista a avut mai multe succese de box-office și a câștigat un Theatre World Award, un Glob de Aur și un Golden Laurel, fiind de asemenea o laureată a selectului grup de artiste americane din Burlesque Hall of Fame.
Mansfield este bine-cunoscută pentru rolurile sale în trei filme ale 20th Century Fox: The Girl Can't Help It (1956); Will Success Spoil Rock Hunter? (1957) și The Sheriff of Fractured Jaw (1958).
În timp ce cererea pentru bombe sexy blonde a scăzut în anii '60, Mansfield a rămas o vedetă populară, continuând să atragă mulțimi mari de fani din afara SUA, în excursii lucrative și de succes prin cluburile de noapte. Mansfield a fost Playboy Playmate a lunii și a mai apărut în revistă de câteva ori.
În cariera de actriță, ea și-a asigurat roluri în melodrame și comedii cu buget mic. Cel mai notabil film al ei în această perioadă a fost comedia-romantică, Promises! Promises! (1963), în care a apărut nud în patru scene. Mansfield a încercat să facă trecerea la drame serioase cu roluri în filme ca: Illegal (1955); The Burglar (1957) (acesta a fost filmat în 1955); The Wayward Bus (1957); Too Hot to Handle (1960); The Challenge (1960); Einer Frisst den anderen (1964); și Single Room Furnished (1968): toate au avut un succes moderat.
A murit într-un accident rutier la numai 34 de ani.

### Biografii online
- Biographical timeline Arhivat în 22 mai 2008, la Wayback Machine. at Philadelphia Weekly
- JM's Biography at the Biography Channel
- JM's Biography Arhivat în 27 decembrie 2007, la Wayback Machine. at Dreamtime
- JM's Biography Arhivat în 18 octombrie 2015, la Wayback Machine. at Find Articles (from St. James Encyclopedia of Pop Culture)
- JM's bio and other facts Arhivat în 5 octombrie 2015, la Wayback Machine. at Bombshells